# Community Service II
Community Service II (в пер. с англ. Общественные работы, том II) — второй микстейп американского электронного дуэта The Crystal Method, выпущенный 5 апреля 2005 года лейблом Ultra Records.

## Об альбоме
Релиз Community Service II был задуман фактически сразу же после выхода первого тома Community Service в 2002 году. Но в течение следующих трёх лет Скотт Киркленд и Кен Джордан откладывали выпуск микстейпа, поскольку, по мнению музыкантов, было наработано недостаточно материала.
Альбом был выпущен 5 апреля 2005. В него вошли несколько ремиксов от самих The Crystal Method, а также треки, подготовленные различными бигбит- и нью-скул-брейкс-исполнителями. Примерно в одно время с Community Service II, исключительно для iTunes Store был выпущен EP CSII Exclusives. Мини-альбом содержал дополнительный трек «Bad Ass», а также расширенные версии 8, 10, 13 и 14 композиции.

## Список композиций

### Основной трек-лист
1. The Crystal Method — «Intro» — 1:38
2. PMT — «Gyromancer (Elite Force Mix)» — 4:14
3. Elite Force — «Ghetto Fabulous» — 5:30
4. Hyper — «Come With Me» — 5:02
5. The Doors — «The Crystal Method vs. The Doors (Roadhouse Blues Remix)» — 4:57
6. Evil Nine — «We Have The Energy» — 5:00
7. Dylan Rhymes feat. Katherine Ellis — «Salty (Meat Katie Mix)» — 5:36
8. The Crystal Method — «Keep Hope Alive (J.D.S Mix)» — 5:44
9. Koma + Bones — «Speedfreak» — 2:39
10. The Crystal Method feat. Kevin Beber — «Kalifornia» — 4:25
11. Überzone — «Octopus» — 2:42
12. UNKLE feat. Ian Brown — «Reign (False Prophet Mix)» — 6:38
13. The Crystal Method — «Starting Over (Elite Force Mix)» — 4:40
14. The Crystal Method — «Bound Too Long (Hyper Mix)» — 5:24
15. New Order — «Bizarre Love Triangle (The Crystal Method’s CSII Mix)» — 5:32
16. The Smashing Pumpkins — «1979 (New Originals 1799 Remix)» — 6:57

### СодержаниеCSII Exclusives
1. The Crystal Method — «Badass» — 5:23
2. The Crystal Method — «Bound Too Long (Hyper Mix)» — 7:07
3. The Crystal Method feat. Kevin Beber — «Kalifornia» — 5:39
4. The Crystal Method — «Keep Hope Alive (JDS Mix)» — 7:46
5. The Crystal Method — «Starting Over (Elite Force Mix)» — 8:05

## Позиции в чартах
| Чарт (2005)            | Высшая позиция |
| ---------------------- | -------------- |
| Top Independent Albums | 31             |
| Top Electronic Albums  | 8              |